# Fumana fontqueri
Fumana fontqueri là một loài thực vật có hoa trong họ Nham mân khôi. Loài này được Güemes mô tả khoa học đầu tiên năm 1999.